# Bürgergehorsam

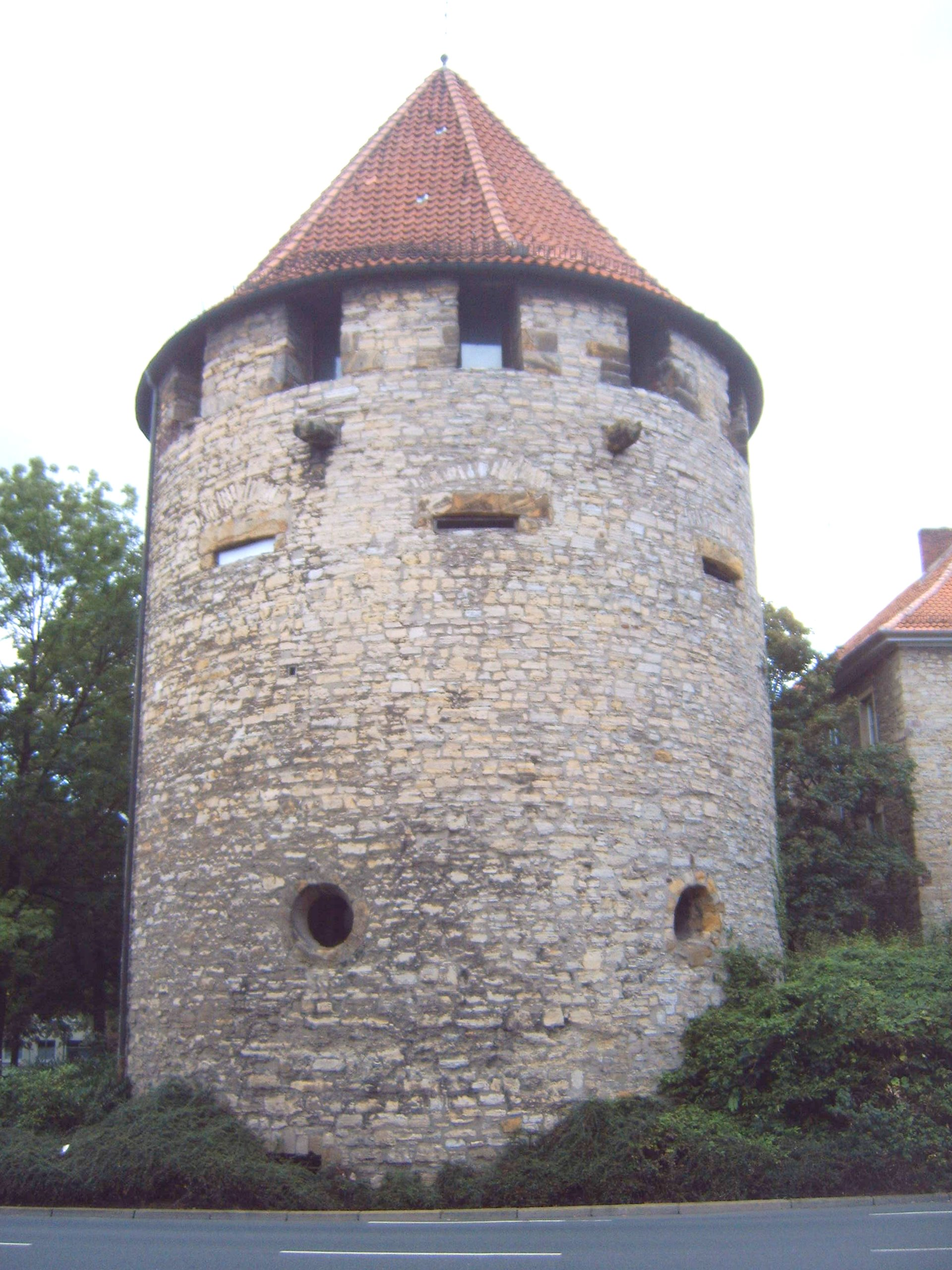
Bürgergehorsam in Osnabrück

Als Bürgergehorsam (auch Bürgerstube) wurde ein städtisches Gefängnis bezeichnet, welches zur Verbüßung von Disziplinar- und Polizeistrafen durch Bürger diente.
Heute findet sich die Bezeichnung noch für Bauwerke, die ursprünglich einmal diesem Zweck dienten, so zum Beispiel der Bürgergehorsam (Osnabrück).